# Красотка с Запада
«Красо́тка с За́пада» (англ. The Fair Maid of the West) — романтическая комедия английского драматурга Томаса Хейвуда.
Даты написания и первой постановки достоверно не известны. Исследователи предполагают, что пьеса была создана в правление Якова I — вероятно, в 1617 году. Само действие комедии, однако, отнесено к царствованию предыдущего монарха, Елизаветы I, — к тому времени уже воспринимавшемуся англичанами как ушедшая в прошлое светлая эпоха национального подъёма, в том числе романтики покорения морей. На сцене появляется (без речей) фаворит Елизаветы граф Эссекс, персонажи обсуждают как текущие события военные экспедиции Эссекса 1596—1597 годов.

## Содержание
Заглавная героиня — девушка Бэсс Бриджес (тёзка королевы Елизаветы), простая трактирная служанка, дочь разорившегося кожевника из Сомерсета на западе Англии. Чистая сердцем, храбрая и стойкая, способная на горячую любовь и благородные порывы души, — при этом, когда нужно, сдержанная, тактичная, рассудительная и деловитая, — она представляет собой идеализированное воплощение английского народного духа, яркое проявление патриотизма и демократических симпатий Хейвуда.

Бэсс — один из лучших женских образов, созданных английской драматургией начала XVII века.
— Александр Смирнов

### Акт I
В начале комедии Бэсс служит в плимутской таверне «За́мок». Её любит Спенсер, молодой джентльмен из богатого рода; Бэсс отвечает ему взаимностью.
Вступившись за Бэсс в трактирной ссоре, Спенсер закалывает обидчика шпагой и вынужден бежать в изгнание. Он отплывает на Файаль, один из Азорских островов, оставляя Бэсс на хранение часть имущества и даря ей принадлежащую ему таверну «Мельница» в корнуэльском портовом городке Фой.

### Акт II
Бэсс — хозяйка «Мельницы» в Фое. Дела идут в гору: доходы растут, таверна и её владелица пользуются доброй славой. Управляться Бэсс помогает бойкий тринадцатилетний паренёк Клем (Clem — «Заморыш»), основной комический персонаж пьесы.
К Бэсс пристаёт хвастливый кавалер Рафмен (Roughman — «Грубиян»): он ведёт себя нахально, буянит, колотит трактирных слуг. Бэсс переодевается в мужской костюм, выдавая себя за собственного брата, бьёт Рафмена и отнимает у него шпагу.
Тем временем Спенсер на Файале грустит и скучает по Бэсс. Он пытается разнять драку двух капитанов и получает рану. Думая, что умирает, Спенсер отправляет в Англию друга, Гудлека, в качестве душеприказчика — с завещанием, в котором передаёт Бэсс бо́льшую часть своего состояния. Однако перед тем, как вручить завещание, Гудлек должен убедиться, что Бэсс пользуется в округе хорошей репутацией и по-прежнему верна Спенсеру. Перед самым отъездом с острова Гудлеку ошибочно сообщают, что Спенсер уже скончался; на самом деле умер его однофамилец.
Над Файалем нависает угроза захвата испанцами, поэтому поправляющийся от раны Спенсер отплывает на попутном торговом корабле в Марокко.

### Акт III
Рафмен, пользуясь тем, что у его столкновения с «братом Бэсс» не было свидетелей, хвалится победой над встреченным юношей. Бэсс разоблачает обман. Пристыженный Рафмен решает исправиться и становится другом положительных героев.
Гудлек приезжает в Фой, наводит справки о Бэсс и в разговоре наедине испытывает её, стараясь вывести девушку из себя и поколебать её добродетель. Речи Гудлека в сцене испытания — наиболее «сквернословный» эпизод комедии, не характерный для в целом сдержанного, пуритански настроенного Хейвуда, пьесы которого содержат довольно мало столь свойственных остальной елизаветинской драматургии непристойностей.
Бэсс, сражённая уже услышанным ею от других путешественников известием о смерти возлюбленного, всё же сохраняет достоинство и с честью выходит из словесного поединка. Гудлек, проникнувшись к ней симпатией, вручает заслуженную награду — завещание Спенсера.

### Акт IV
Корабль, на котором плыл Спенсер, захватывают испанцы.
Разбогатевшая Бэсс стала завидной невестой. Сам мэр Фоя просит её выйти замуж за своего сына. Вежливо отклонив сватовство, Бэсс снаряжает корабль с траурными чёрными парусами, набирает команду из полусотни матросов и отплывает на Азорские острова, чтобы забрать тело Спенсера и похоронить его на родине. Гудлека она нанимает как капитана, Рафмен становится шкипером, Клем — юнгой.
По пути они занимаются каперством. Взяв на абордаж один из испанских кораблей, Бэсс освобождает пленных англичан, и в их числе — Спенсера; но во время краткой встречи влюблённые не узнают друг друга, полагая, что глаза обманывают их: Бэсс считает Спенсера погибшим, а Спенсер видит Бэсс в мужском наряде и тоже принимает её лишь за кого-то схожего с любимой.

### Акт V
Корабль Спенсера приходит в Марокко, к царю мавров Мулей-шейху. Несколько позже туда прибывает Бэсс с друзьями, грабившая по дороге испанские и турецкие суда.
Мулей-шейх почтительно принимает Бэсс. Очарованный прекрасной и смелой девушкой, он предлагает ей свою любовь, но Бэсс снова, как и в Фое, вежливо отказывает: ей нужен лишь Спенсер, которого она нашла здесь при дворе.
Тронутый преданностью Бэсс, царь мавров тут же устраивает влюблённым свадьбу. Венчает Бэсс и Спенсера случившийся в Марокко христианский проповедник, которого мусульманин Мулей-шейх собирался за миссионерскую деятельность казнить, но помиловал по просьбе Бэсс.

## Публикации
«Красотка с Запада» впервые появилась в печати ин-кварто в 1631 году. В издании к пьесе приложено продолжение — «вторая часть», повествующая о приключениях Бэсс и Спенсера после женитьбы. Написанная, очевидно, через много лет после первой и значительно отличающаяся от неё по стилю, эта вторая часть, по единодушному мнению критиков, сильно уступает первой; она мало переиздавалась и почти не ставилась.
Других изданий до XIX века не было.
На русском языке комедия печаталась в переводах Ивана Аксёнова (1931, опубликован в 1938) и Полины Мелковой (1956).

## Постановки
В издании 1631 года сообщается, что незадолго до этого «Красотка с Запада» ставилась, вместе со второй частью, труппой «Слуги королевы Генриетты», и приводится список участвовавших актёров с указанием ролей. Зимой 1630—1631 года пьесу дважды играли при дворе.
Среди постановок XX века наиболее значительную осуществил режиссёр Тревор Нанн с Королевской шекспировской труппой в 1986 году. Бэсс играла Имельда Стонтон, Спенсера — Шон Бин, Рафмена — Пит Постлетуэйт.